# Lahnajärvi (sjö i Orivesi, Birkaland)
Lahnajärvi är en sjö i kommunen Orivesi i landskapet Birkaland i Finland. Arean är 44 hektar och strandlinjen är 6,43 kilometer lång. Sjön  ingår i Kumo älvs huvudavrinningsområde.   Den ligger omkring 57 kilometer öster om Tammerfors och omkring 170 kilometer norr om Helsingfors. 